# Pártia

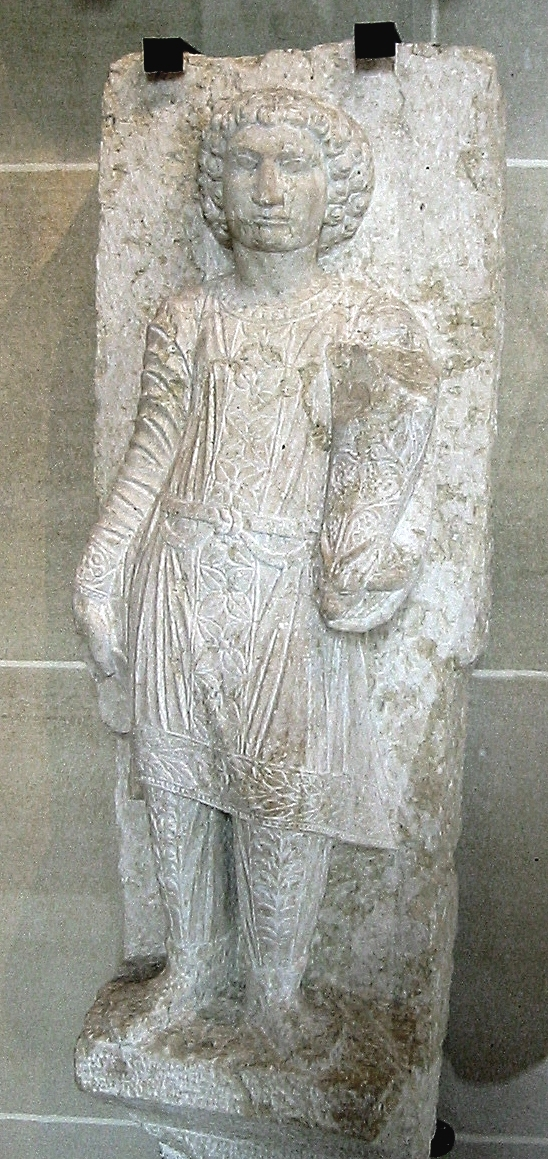
Jovem com vestimentas partas. Palmira, Síria, primeira metade do século III d.C., decoração de uma estela funerária. Museu do Louvre.

Pártia era uma região do nordeste do atual Irão, conhecida por ter sido a base político-cultural da dinastia arsácida, soberanos do Império Parta.
O nome 'Pártia' vem do latim Parthia, a partir do persa antigo Parthava, uma auto-designação do idioma parta que significa "dos partas", um povo iraniano da Antiguidade.

## Geografia
A Pártia corresponde aproximadamente à metade ocidental da região do Coração (Khorasan), no nordeste do Irão. Tem como fronteiras naturais a cordilheira de Kopet Dag, no norte, e o deserto de Dasht-e-Kavir, ao sul. A oeste, fazia fronteira com a Média, ao norte com a Hircânia, a Margiana a nordeste e a Ária a sudeste.
Durante o período arsácida, a Pártia foi unida com a Hircânia dentro de uma única unidade administrativa, e aquela região portanto costuma ser considerada como parte integrante da Pártia.

## História

### Sob os aquemênidas
Como a região habitada pelos partas, a Pártia aparece pela primeira vez como entidade política nas listas de satrapias sob o domínio aquemênida. Anteriormente, os povos da região parecem ter sido dominados pelos medos, e textos assírios do século VII a.C. mencionam um país chamado Partakka ou Partukka - embora este local "não tenha necessariamente coincidido, topograficamente, com a Pártia dos anos posteriores."
Um ano após Ciro, o Grande derrotar o medo Astíages, a Pártia se tornou uma das primeiras províncias a reconhecer Ciro como seu governante, e esta demonstração de lealdade garantiu os flancos orientais do reino de Ciro, permitindo-lhe conduzir a primeira de suas campanhas imperiais, contra Sardes. De acordo com fontes gregas, após Dario I tomar o trono aquemênida, os partas se uniram com o rei medo Fraortes e iniciaram uma revolta; Histaspes, governador aquemênida da província (tido por algumas fontes como pai de Dario) conseguiu, no entanto, reprimir a rebelião, que teria ocorrido por volta de 522-521 a.C.
A primeira menção da Pártia pelos próprios iranianos é a Inscrição de Beistum, de Dario I, na qual a Pártia é listada entre as províncias vizinhas à Drangiana. A inscrição data de por volta de 520 a.C. O centro administrativo da satrapia pode ter se localizado na cidade que mais tarde viria a ser conhecida como Hecatômpilo. Os partas também aparecem na lista de povos dominados pelos aquemênidas, de Heródoto; o historiador trata os partas, corásmios, soguedianos e ários como povos de uma mesma satrapia (a 16ª), cujo tributo anual ao rei seria de apenas 300 talentos de prata. Isto tem sido motivo de disputa entre os estudiosos modernos.
Na Batalha de Gaugamela, em 331 a.C., que colocou em lados opostos as tropas de Dario III e Alexandre, o Grande, uma unidade parta foi comandada por Fratafernes, que era então governador aquemênida da Pártia. Após a derrota de Dario, Fratafernes entregou o poder da região a Alexandre, quando os macedônios ali chegaram, no verão de 330 a.C., e acabou sendo reindicado para o cargo.